# Glenea extrema
Glenea extrema là một loài bọ cánh cứng trong họ Cerambycidae.